# محله هوایی ایندوس/وینترسه
محله هوایی ایندوس/وینترسه (به انگلیسی: Indus/Winters Aire Park Airport) یک فرودگاه خصوصی است که یک باند فرود چمن دارد و طول باند آن ۷۹۲ متر است. این فرودگاه در کشور کانادا قرار دارد و در ارتفاع ۱۰۲۷ متری از سطح دریا واقع شده‌است.